# 그래프 1000
그래프 1000(영어: Graph 1000, 일본어: グラフ1000)은 일본의 기업인 펜텔(Pentel)에서 생산하는 샤프 펜슬이다. 1986년 출시되었으며, 무게는 11g, 길이는 14.6cm이다. 심경 0.3mm, 0.4mm, 0.5mm, 0.7mm, 0.9mm의 For pro 버전과 CS, 슈타인, 리미티드 버전(1~9)이 있다. 제품 코드는 PG100*로 PG는 Pentel Graph의 약자이며, *은 심경의 소수점 뒤 첫 자리를 뜻한다.

## 외관
1986년 출시부터 이어져 오는 외관은 좋은 평가를 받고 있다. 이러한 외관으로 인해 일본 문구 디자인 대상, 1986년 굿디자인상(롱라이프 디자인상)을 받았다.
선단은 이전까지 제도용 샤프 펜슬에 사용된 바 없는 방식인 계단식 선단을 사용하였다.
그립부는 실리콘과 금속으로 이루어진 듀얼 그립을 사용하였다. 듀얼 그립은 3행 6열의 총 18개 실리콘이 돌출되어 있다.
포프로 버전의 경우, 바디는 무광이며 검은색이다. 로고는 음각으로 처리하지 않고 프린트되어 있으며, 이로 인해 샤프를 많이 사용하면 로고가 지워지는 일이 생길 수 있다. 이 점 때문에 필기구 애호가들은 로고에 투명 테이프를 붙여 로고가 지워지는 일을 막기도 한다.
필기에 방해가 되는 것을 막기 위해 클립은 다른 샤프에 비교했을 때 짧은 편이다. 이 점은 호불호가 갈리는 평을 받고 있다.

그래프 1000 노브의 심경도 표시계

노브에는 심경 표시기능과 심경도 표시계가 있으며, 지우개에는 클리너핀이 있다. 숫자로 표시된 부분을 보지 않고도 노브의 색으로도 심경을 구별할 수 있다. 심경도 표시계로는 HB/F/H/2H/3H/B의 6개 심경도를 표시할 수 있다.

## 기능
그래프 1000은 샤프 펜슬 애호가들 사이에서 뛰어난 품질로 호평을 받고 있다. 또, 그래프 1000은 펜텔 3대 명기 중 하나라고 부른다. 그래프 1000의 선단부 재질이 황동이기 때문에 떨어뜨리지 않는 한 오래 써도 고장이 거의 나지 않는 훌륭한 만듦새를 자랑한다. 또한, 그래프 1000의 필기감은 최고 수준의 평가를 받고 있다.
샤프 내부에 있는 심 배출 클러치 또한 견고한 프로텍터가 보호하고 있어 공학적으로 결점이 거의 없는 메커니즘을 가지고 있다. 이에 따라 필기 본연의 기능에만 맞게 쓰면 최고의 내구성이 보장된다. 그래프 1000은 필기구 애호가들에게 샤프 인기도 조사를 하면 대부분 1위를 차지하는 샤프로, 압도적인 지지를 받는 샤프이다.
기계적인 완성도가 높고, 정밀한 메커니즘을 가지고 있기 때문에 심경 0.5mm 제품은 10회 노크 시 정확히 5mm만큼 심이 나온다.
다만 선단부가 모두 황동 재질이기 때문에 샤프를 떨어뜨리면 촉이 굉장히 잘 휘는 편이나, 무게가 11g으로 타 샤프와 비교했을 때 가벼운 편에 속해 떨어뜨리더라도 촉이 많이 휘는 편은 아니다. 선단부는 문구 판매 사이트에서 재구매가 가능하다.

### 무광 블랙의 선단(포프로에만 해당)
그래프 1000에는 기존의 제도용 샤프에는 없는 다양한 발상이 적용되었다. 예를 들어 선단을 무광 블랙으로 하고 있는 점이 그렇다.
그래프 1000에는 출시 이전(1986년 이전)의 제도용 샤프 펜슬에는 없었던 다양한 기능적 발상이 적용되었다. 그 예로, 선단부를 무광의 검은색으로 하고 있는 점이 있다.
지금은 무광의 검은색인 선단을 사용해 만든 샤프가 많지만, 그래프 1000 출시 이전의 제도용 샤프 펜슬에서는 선단이 유광인 금속 부품으로 만들어져 있었다. 선단을 무광의 검은색으로 만들면 샤프 펜슬의 끝부분이 빛나는 것을 막아 제도를 할 때 더 집중할 수 있다. 이는 제도용 샤프 펜슬의 본질적인 기능을 강화한 것으로, 그래프 1000의 전문가용 디자인을 완성시켰다고 볼 수 있다.

### 모양이 독특한 계단식 선단

그래프 1000의 계단식 선단.

이러한 선단의 모양도 그 당시까지는 없던 모양이다. 당시의 제도용 샤프 펜슬에서는 선단 모양이 점차 끝이 가늘어지는 원뿔 모양을 대부분 사용했다. 하지만 펜텔은 다른 제도용 샤프와는 다르게 계단 모양의 선단을 사용했다.
그래프 1000을 출시할 때, 보통의 제도용 샤프 펜슬에서는 선단의 모양이 원뿔 모양이었다. 그러나 펜텔은 당시의 다른 제도용 샤프와 다르게 계단식 선단을 사용하였다.
그래프 1000을 만든 회사인 펜텔에 따르면, 제도용 샤프 펜슬에서 계단식 선단을 적용한 샤프를 만든 것은 펜텔이 처음이라고 한다. 본래 제도는 세밀한 선을 긋는 작업이 많아 항상 샤프 펜슬 끝의 주변 시야를 확보해야 한다. 선단부가 원뿔 모양의 비스듬한 모양보다 계단식으로 되어 있는 것은 이 둘의 차이가 있는 부분을 잘 보여준다.

### 실리콘과 금속으로 이루어진 듀얼 그립

그래프 1000(CS 검은색)의 그립 부분.

그립부에는 실리콘과 금속으로 이루어진 듀얼 그립이 있다. 듀얼 그립은 3행 6열의 총 18개 실리콘이 미끄러움을 막아주며, 이 실리콘이 과하게 돌출되어 있지 않아 세게 잡아도 손가락에 부담을 덜 주는 인체공학적 디자인을 사용했다. 도색이 되어 있는 그립은 오래 쓰면 기스가 나거나 벗겨지는 경우가 있다. 이 듀얼 그립은 실리콘과 금속으로 분리할 수 있는데, 핀셋 등으로 실리콘을 누른 뒤, 다른 핀셋을 사용해 길게 잡고 돌리면서 빼면 분리할 수 있다.
샤프 펜슬의 실리콘 그립의 좋은 점은 미끄러움을 방지할 수 있는 효과가 있다는 점이다. 그러나 실리콘 그립에 탄력이 있는 만큼 그립을 세게 잡으면 패인다는 단점 또한 존재한다. 특히 정밀하고 섬세하게 선을 그어야 하는 제도에서는 샤프 펜슬의 작은 각도의 차이나 느낌의 변화도 큰 영향을 미치게 된다. 여기에서 나온 발상이 금속에 구멍을 뚫은 뒤 거기에서 실리콘을 튀어나오게 하는 방법이었다. 이러한 듀얼 그립을 사용하게 되면서 실리콘의 장점인 미끄럼 방지 효과를 얻고, 세게 쥐어도 금속이 받혀주어 실리콘 그립의 단점을 보완할 수 있었으며, 안정된 그립을 얻을 수 있었다.
그래프 1000의 듀얼 그립은 수작업을 통해 조립하고 있다. 듀얼 그립을 조립하는 방법은 다음과 같다. 첫째, 듀얼 그립의 실리콘을 반으로 접은 상태에서 금속 그립 안에 넣어준다. 둘째, 막대기를 써서 금속 그립에 있는 구멍에 하나하나의 러버를 확실히 바깥으로 눌러준다. 실제 제조 공정에서는 이러한 조립을 금속으로 만든 전용 기구를 사용하여 제조하고 있다.

### 정밀한 메커니즘
펜텔은 노크를 했을 때 심이 일정하게 나오는 것 에 엄청난 자부심이 있다. 예를 들어 금속 클러치의 0.5mm샤프이면 10번 노크하는 심이 꼭 5mm 나오도록 한다는 펜텔 나름의 기준이 있다. 먼저 선단부 없이도 노크할 수 있는 기구는 그것을 확실히 실현하기 때문이라는 것이다.
구조적으로는 노크하기 위해서는 심지를 억누르고 있는 클러치를 잠시 개방해주어야 한다. 보통 샤프는 이를 가능하게 받혀주는 부분이 노브의 안쪽에 있어 빼면 노크 할 수 없게 된다. 그래프 1000에서는 그 클러치를 개방하기 위한 기구를 본체 안에 내장하고 있다. 그래서 선단이 있으나 없으나 관계가 없는 것이다. 즉 선단 조임이 설사 조금 느슨해지거나 해도 이에 영향 받는 일 없이 항상 일정한 심지를 내보낼 수 있다.
즉 이는 선단의 상태에 좌우되지 않고 항상 심지를 일정한 길이로 배출하기 위한 것이었다.

## 역사
1962년, 누구나 보통으로 쓰는 0.5mm심경 노크식 샤프 펜슬을 세계에서 처음으로 만든 것은 펜텔이었다. 그 샤프 펜슬의 종류로 주로 설계 전문가가 쓰는 제도용 샤프 펜슬이 있다. 펜텔에서는 1965년에 "PG"라는 모델을 시작으로 수많은 제도용 샤프 펜슬을 출시하였다.
그중 하나가 그래프 1000의 프로토타입 격인 P115으로, 지금은 단종된 상태이다. 그래프 1000에서 특히 두드러지고 있는 것이 듀얼 그립인데, 사실 이 형태의 그립은 그래프 1000이 출시되기 전에 출시된 일반 필기구 P115에서 먼저 사용하고 있었다. 그것을 바탕으로 이것이 제도용 그립으로 진화하고 있었다.
P115 이후 펜텔에서는 다른 회사의 제도용 샤프 펜슬과 분명히 다르게 할 수 있는 제도용 샤프 펜슬의 결정판을 만들겠다고 기획하였다. 그리고 1986년에 만들어진 것이 바로 "그래프 1000"이었다.
출시 당시의 그래프 1000과 현재 생산되는 그래프 1000은 조금씩 이루어진 개선으로 인해 조금 차이가 있다. 과거 생산된 그래프 1000의 경우, 듀얼 그립의 실리콘이 더 딱딱하며 스매쉬처럼 많이 돌출되어 있다. 개선이 이루어지지 않은 부분에는 심경도 표시계가 있는데, 제도용 샤프는 진한 심을 쓰지 않는 편이기 때문에 심경도 2B를 표시할 수 없으며, 심경 0.3mm 제품에 사용하던 3H 샤프심이 단종되었지만 아직까지도 심경 0.3mm 제품에 3H 표기가 있는 점, 크랙이 잘 발생한다는 점 등이 개선해야 할 부분이다.
그래프 1000은 80년대에 출시된 모델이라서 역삼각형 씰이 붙어있는 80년대 제품, 사각형 씰의 90년대 중반까지의 구형 모델이 있다. 펜텔이 개발 비용을 아끼기 위해서 스매쉬, 스털링등에 그래프 1000의 메커니즘을 사용하고 있다. 즉, 그래프 1000의 메커니즘은 펜텔에서도 인정할 정도로 좋은 평을 받고 있다.

## 필기감
대부분의 샤프 펜슬과 다르게 호불호가 크게 갈리지 않고 좋은 평가를 받는다. 다만 필압이 높거나 필기구를 쓰며 손에 힘이 많이 들어가는 사용자에게는 그래프 1000 또한 오래 쓰다 보면 피로감이 갈 수 있다. 이런 경우에는 조금 더 가벼운 P20*나 PG5 등과 같은 가벼운 필기구를 쓰는 것이 좋다.

### 장점
대부분의 샤프 펜슬과 달리 호불호가 크게 갈리지 않고 굉장히 좋다는 평가를 받고 있는데, 이는 무게중심이 절묘하기 때문이다. 그래프기어1000과 같이 손을 지나치게 피로하게 하지도 않고, 스매쉬처럼 약간 무겁지도 않으며, PG5처럼 총 무게가 가벼워 날아다니는 느낌도 없어 쓰기 좋다는 평가가 많다. 손에 익으면 필기감 때문에 다른 샤프를 사용하지 못한다는 말이 나올 정도이다. 쓸 때의 필기감과 쥘 때의 파지감 모두 훌륭하다. 이것은 앞부분이 황동으로 만들어져 있어 무게중심이 앞에 잡히는 저중심 설계 덕분이다. 황동을 깎는 것은 단가가 높기 때문에 가격도 납득할 수 있다. 더불어 스매쉬에 비해 샤프 길이도 조금 긴 편이기 때문에, 손이 커서 클립이 손에 닿는다는 사례도 적다.
듀얼 그립은 누르는 방향이 안쪽으로 들어가게 되어 일반 실리콘만큼 사용하기 편하다. 단, 그 사이로 먼지가 많이 낀다. 심각하게 예민한 경우가 아니라면 유격을 느끼지 못할 정도라 필기용, 제도용 모두 사용하기 좋다. 앞에서도 말했듯이 심 배출량은 정확하다. 심의 두께에 따라 배출량이 다르다. 노크시에는 펜텔 특유의 딱딱 끊기는 느낌이 든다.

### 단점
포프로, 리미티드4의 그립과 같이 에나멜 페인팅이 된 경우 오래 사용하면 손기름이 묻어서 보기에 좋지 않고, 후에 유광화로 이어진다. 저중심 설계로 인해 높은 곳에서 떨어뜨리면 촉이 구부러지거나 들어갈 수 있다.

## 제품 종류
그래프 1000은 포프로 버전, CS, 리미티드(1~8) 버전 등으로 나뉜다.
(바디 색상) (심경과 심경도를 나타내는 색상) (고유 번호)
위와 같이 표기하였다.

### 포프로 버전
에나멜 코팅이 되어 있는 가장 기본 버전이다. 1986년부터 34년간 판매되고 있는 장수 버전으로 색상은 검은색이며 심경에 따라 노브 앞쪽 부분과 심경도계의 색상이 바뀐다.
- 블랙 0.3mm PG1003
- 블랙 0.4mm PG1004
- 블랙 0.5mm PG1005
- 블랙 0.7mm PG1007
- 블랙 0.9mm PG1009

### CS 버전
리미티드 1의 양산형 모델이다. 단 화이트와 실버는 빠졌다. CS는 Creator's Style이라는 뜻이다. 심경은 0.3과 0.5가 있으며, 색상은 검은색, 빨간색, 파란색 이 있다. 레드와 블랙은 0.3, 0.5 심경이지만, 블루는 0.5 단일 심경이다.
- 블랙 0.3mm PG1003CS-A
- 레드 0.3mm PG1003CS-B
- 블랙 0.5mm PG1005CS-A
- 레드 0.5mm PG1005CS-B
- 블루 0.5mm PG1005CS-C

### 리미티드1
2008년에 리미티드1이 출시되었다. 그래프 1000 1천만 자루 판매 기념으로 처음 출시된 50000개 한정의 리미티드 버전이다. 출시 당시 높은 인기를 자랑했고, 일본 한정판이 먼저 나온 뒤 몇 달 후 한국에서 정식 발매되었다. 특히 화이트가 인기가 높았고 현재 미사용 중고 제품 구매 가격이 꽤 높다.
심경은 0.3과 0.5가 있으며 5개 색상 (블랙, 레드, 메탈 블루, 펄 화이트, 실버)으로 출시되었다. 전체적으로 무광이었던 포프로와는 다르게 리미티드1은 유광을 선보이면서 차이를 두었다. 내장심은 포프로 HB이다.
- 블랙 0.3mm PG1003LA[6]
- 레드 0.3mm PG1003LB[6]
- 메탈 블루 0.3mm PG1003LC[6]
- 펄 화이트 0.3mm PG1003LW[6]
- 실버 0.3mm PG1003LZ[6]
- 블랙 0.5mm PG1005LA[6]
- 레드 0.5mm PG1005LB[6]
- 메탈 블루 0.5mm PG1005LC[6]
- 펄 화이트 0.5mm PG1005LW[6]
- 실버 0.5mm PG1005LZ[6]

### 리미티드2
2009년에 리미티드2가 출시되었다. 그래프 1000의 10,000,000자루 기념으로 나왔던 한정판으로, 일본 및 한국 한정판이었고 바이올렛과 그린, 샴페인골드 색상이 인기가 많은 편이었다.
은빛 무광의 그립과 은빛 유광의 선단 및 클립, 반광의 바디를 가지고 있다. 심경은 0.3과 0.5가 있으며 5개 색상 (메탈블랙, 메탈그린, 블루실버, 메탈바이올렛, 샴페인골드)으로 출시되었다.
- 메탈블랙 0.3mm PG1003LN
- 메탈그린 0.3mm PG1003LD
- 블루실버 0.3mm PG1003LS
- 메탈바이올렛 0.3mm PG1003LM
- 샴페인골드 0.3mm PG1003LX
- 메탈블랙 0.5mm PG1005LN
- 메탈그린 0.5mm PG1005LD
- 블루실버 0.5mm PG1005LS
- 메탈바이올렛 0.5mm PG1005LM
- 샴페인골드 0.5mm PG1005LX

### 그래프 1000 X STEIN (1차)
2010년에 그래프 1000 X STEIN이 출시되었다. Ain STEIN 샤프심 시리즈를 출시하며 발매한 한정판 모델로 한국과 일본에서 출시한 마지막 콜라보 리미티드이다. 극소량 생산하였다. 심경은 0.5 밖에 없으며 5개 색상(레드, 핑크, 옐로, 그린, 블루)으로 출시되었다. 원색적인 색감을 기반으로 했던 한정판으로 블루 색상이 인기가 많았다.
- 레드 0.5mm PG1005SB
- 블루 0.5mm PG1005SC
- 그린 0.5mm PG1005SD
- 옐로 0.5mm PG1005SG
- 핑크 0.5mm PG1005SP

### 리미티드3
2011년에 리미티드3이 출시되었다. 한국에서만 출시된 리미티드로 0.5 단일 심경이다. 무광 바디에 5개 색상(네이비, 화이트, 브라운, 그린, 핑크)이 기존과는 다른 컬러감을 보여주었다. 이중 화이트가 가장 인기가 많았다. 또한 현재는 네이비가 상당히 희귀해졌다. 
- 네이비 0.5mm PG1005MC
- 화이트 0.5mm PG1005MW
- 브라운 0.5mm PG1005ME
- 그린 0.5mm PG1005MK
- 핑크 0.5mm PG1005MP

### 그래프 1000 X STEIN (2차)
2012년에 그래프 1000 X STEIN이 복각되었다. STEIN 복각판은 미세한 포장지 변화를 제외하면 기존과 차이가 거의 없어졌다. 이후 높았던 시세가 많이 낮아지게 된다. 또한 ‘널린티드’로 불리게 된다. 
- 레드 0.5mm PG1005SB
- 블루 0.5mm PG1005SC
- 그린 0.5mm PG1005SD
- 옐로 0.5mm PG1005SG
- 핑크 0.5mm PG1005SP

### 리미티드4
2013년에 리미티드4가 출시되었다. 심경은 0.5 단일 심경이었다. STEIN과 포프로의 결합판 느낌으로 클립과 선단, 그립의 금속 모두 검은색으로 포프로처럼 되어있다. 블루가 가장 인기있었다.
- 레드 0.5mm PG1005MBGA
- 블루 0.5mm PG1005MCGA
- 그린 0.5mm PG1005MDGA
- 옐로 0.5mm PG1005MGGA
- 핑크 0.5mm PG1005MPGA

### 리미티드5
2015년에 리미티드5가 출시되었다. 파스텔톤 기반의 색상으로 리미티드 사상 최초의 6색이다. 선단과 클립이 무광 코팅 처리되어 고급진 느낌을 살렸다. 스카이블루>블루>핑크>라이트그린>오렌지, 바이올렛 순으로 인기가 많았다.
- 블루 0.5mm PG1005L5C
- 오렌지 0.5mm PG1005L5F
- 라이트그린 0.5mm PG1005L5K
- 핑크 0.5mm PG1005L5P
- 스카이블루 0.5mm PG1005L5S
- 바이올렛 0.5mm PG1005L5V

### 리미티드6
2017년에 리미티드6가 출시되었다. 클립과 그립의 메탈부분, 선단이 금도금된 새로운 한정판으로 펜텔 70주년을 기념해 만들어졌다. 한국 한정판이며 0.5mm 단일 심경으로 출시되었다. 골드블랙과 골드블루의 인기가 높았다.
- 골드블랙 0.5mm PG1005L6A
- 골드블루 0.5mm PG1005L6C
- 골드골드 0.5mm PG1005L6K
- 골드핑크 0.5mm PG1005L6P
- 골드실버 0.5mm PG1005L6Z

### 리미티드2 복각판 (도큐핸즈)
2017년에 리미티드2 복각판이 출시되었다. 0.5 단일 심경이지만 도큐핸즈에서 5색 발매를 하였다. 바코드에 '2' 가 붙은 것과, 클리너핀이 존재하지 않는 점 외에 달라진 점은 거의 없다.
- 메탈블랙 0.5mm PG1005LN2
- 메탈그린 0.5mm PG1005LD2
- 블루실버 0.5mm PG1005LS2
- 바이올렛 0.5mm PG1005LM2
- 샴페인골드 0.5mm PG1005LX2

### 포프로 한정판 (아마존)
2017년에 포프로 한정판이 출시되었다. 일본아마존 한정판으로 포프로를 기반으로 나왔다. 무광의 바디를 사용하여 차분한 느낌을 준다. 0.5 단일 심경에 2개 색상 (네이비, 건메탈)이다. 여기서 네이비는 단종이 되었다. 
- 네이비 0.5mm PG1005-11A
- 건메탈 0.5mm PG1005-12A

### 리미티드4 복각판 (로프트)
2017년에 리미티드4 복각판이 출시되었다. 일본 한정판으로 '로프트'라는 문구류 회사에서만 판매한다.  바코드 맨 뒤에 '2' 가 붙었다는 것 외에는 거의 차이가 없다.
- 레드 0.5mm PG1005MBGA2
- 블루 0.5mm PG1005MCGA2
- 그린 0.5mm PG1005MDGA2
- 옐로 0.5mm PG1005MGGA2
- 핑크 0.5mm PG1005MPGA2

### 리미티드6 복각판 (로프트)
2018년에 리미티드6 복각판이 출시되었다. 70주년 기념으로 만들어진 한정판이었던 리미티드6에서 70주년 로고를 떼고 만들어졌다. 색상 차이도 거의 없다. 차이는 70주년 로고가 없어진 것과 바코드 끝에 '1' 이 붙은 것이다.
- 골드블랙 0.5mm PG1005L6A1
- 골드블루 0.5mm PG1005L6C1
- 골드골드 0.5mm PG1005L6K1
- 골드핑크 0.5mm PG1005L6P1
- 골드실버 0.5mm PG1005L6Z1

### 리미티드5 복각판 (도큐핸즈)
2018년에 리미티드5 복각판이 출시되었다. 0.5mm 단일 심경에 3개 색상 (라이트블루, 라이트그린, 라이트핑크)으로 출시되었다. 리미티드5와 다르게 색상명 앞에 라이트가 붙는다. 클립과 선단이 유광 재질이라 지문이 잘 묻으며 로고 각인도 전작과 달라졌다. 라이트그린과 라이트블루는 전작과 비슷한 색상이고 라이트핑크는 리미티드5 바이올렛과 흡사한 색상이다. 가장 큰 차이점은 클리너핀의 미존재와 바코드가 아닌 씰이 붙은 점, 로고 각인과 바코드 뒤 숫자가 2가 붙은 것이다.
- 라이트블루 0.5mm PG1005L5C2
- 라이트그린 0.5mm PG1005L5K2
- 라이트핑크 0.5mm PG1005L5P2

### 골드&실버 한정판 (키테라)
2018에 골드&실버 한정판이 출시되었다. 클립과 선단, 그립이 포프로와 같아 리미티드6+포프로의 느낌이다. 0.5mm 단일 심경으로 2개 색상(메탈릭 골드, 메탈릭 실버)으로 출시되었다. 키테라 한정판이라 대한민국에 공식 수입되지는 않았다.
- 메탈릭 골드 0.5mm PG1005XKS
- 메탈릭 실버 0.5mm PG1005ZKS

### 디즈니랜드 한정판 (디즈니랜드)
2018년에 디즈니랜드 한정판이 출시되었다. 특이하게 디즈니랜드 한정판으로 리미티드1 실버와 포프로의 그립 고무 부분과 노브 부분을 조합해 디즈니 캐릭터를 새겼다. 굉장히 희소한 한정판으로 일본 디즈니 기념품샵에서 판매 중이다.
- 실버 0.5mm FAC-025739-19040[c]

### WONDERGOO 한정판
2019년 WONDERGOO라는 곳에서 한정판이 출시되었다. 0.5mm 단일 심경으로 2개 색상(레드, 블루)으로 출시되었다.
- 레드 0.5mm PG1005BWG
- 블루 0.5mm PG1005CWG

### 츠타야 한정판
2019년 츠타야에서 한정판이 출시되었다. CS베이스에 그립과 선단, 노브, 클립만 포프로로 변경하였으며 0.5mm 단일 심경으로 2개 색상(레드, 블루)으로 출시되었다.
- 레드 0.5mm XPG1005BTY
- 블루 0.5mm XPG1005CTY

### 리미티드7
2019년에 출시되었다. 심경은 0.5가 있다. 색상이 그라데이션으로 되어 있다. 색상은 블랙, 레드, 블루, 그린, 바이올렛, 블루레드, 스카이블루핑크가 있다. 두 가지 색상이 섞인 것을 제외한 나머지 색상은 모두 흰색과 각각의 색이 그라데이션으로 표현되었다.

### 아피타 한정판
2020년 아피타에서 한정판이 출시되었다. 0.5mm 단일 심경으로 2개 색상(메탈릭 골드, 메탈릭 실버)으로 출시되었다.
- 메탈릭 골드 0.5mm PG1005XUNY
- 메탈릭 실버 0.5mm PG1005ZUNY

### 이토요카도 한정판
2020년 이토요카도에서 한정판이 출시되었다. 0.5mm 단일 심경으로 2개 색상(골드, 실버)으로 출시되었다.
정확한 정보는 없으나 3000자루 한정으로 출시되었다.
- 골드 0.5mm PG1005XUNY
- 실버 0.5mm PG1005ZUNY

### 마루젠 준쿠도 한정판
2020년 마루젠에서 한정판이 출시되었다. 0.5mm 단일 심경으로 2개 색상(그린, 퍼플)으로 출시되었다.
이전 한정판들과는 다르게 특이하게 배럴에 문양이 존재한다.
- 그린 0.5mm PG1005JUD
- 퍼플 0.5mm PG1005MAC

### 세카이도 한정판
2020년 세카이도(세계당)에서 한정판이 출시되었다. 0.5mm 단일 심경으로 1개 색상(골드)으로 출시되었다.
블랙-골드 조합으로 리미티드4 X 골드 한정판 느낌이난다.
- 골드 0.5mm PG1005XSD

### 츠타야 한정판
2020년 츠타야에서 한정판이 출시되었다. 한번에 파스텔, 메탈릭 2종(총 8개)이 출시되었다.
파스텔 한정판은 0.5mm 단일 심경으로 4개 색상(스모키 그레이, 트윙클 레드, 노스텔지아 그린, 미스트 블루)으로 출시되었다.
- 스모키그레이 0.5mm XPG1005NTY
- 트윙클레드 0.5mm XPG1005SBTY
- 노스텔지아그린 0.5mm XPG1005DTY
- 미스트블루 0.5mm XPG1005SCTY

메탈릭 한정판은 0.5mm 단일 심경으로 4개 색상(메탈릭 레드, 메탈릭 옐로, 메탈릭 그린, 메탈릭 바이올렛)으로 출시되었다.
- 메탈릭레드 0.5mm XPG1005MBTY
- 메탈릭옐로 0.5mm XPG1005FGTY
- 메탈릭그린 0.5mm XPG1005MDTY
- 메탈릭바이올렛 0.5mm XPG1005MVTY

### 리미티드7(도큐핸즈 재출시)
2020년에 리미티드7 인기에 힘입어 싱가포르 도큐핸즈에서도 리미티드7을 출시하였다.
기존과 품번, 색상은 모두 동일하다.

### 리미티드7(대만 재출시)
2020년에 리미티드7 인기에 힘입어 대만에서도 리미티드7을 출시하였다.
이번에는 케이스에 담겨져서 나왔고 품번, 색상 모두 동일하다.

### 리미티드7(로프트 재출시)
2020년에 리미티드7 인기에 힘입어 로프트에서 리미티드7을 출시하였다.
이번에는 비인기 색상인 블랙, 블루레드가 빠지고 5개의 색상으로 출시되었다.
품번도 기존과 다르게 수정되었다.

### 리미티드8
2021년 1월에 출시가 되었다. 심경은 0.5가 있다. 종류는 색상에 의해 크게 펄 색상과 마블 색상, 2가지로 나누어진다. 펄 색상은 화이트, 블랙, 블루, 레드가 있으며, 마블 색상은 화이트, 블랙이 있다.

### 이온몰 한정판
2021년 이온몰에서 한정판이 출시되었다. 0.5mm 단일 심경으로 4개 색상(레드, 오렌지, 화이트, 세레니티블루)으로 출시되었다.
- 레드 0.5mm PG1005BE
- 오렌지 0.5mm PG1005FE
- 화이트 0.5mm PG1005WE
- 세레니티블루 0.5mm PG1005S2E

### 아마존 한정판
2021년 아마존에서 한정판이 출시되었다. 0.5mm 단일 심경으로 3개 색상 파스텔톤 기반(세레니티블루, 베이비핑크, 화이트)으로 출시되었다.
- 세레니티블루 0.5mm PG1005-13AS
- 베이비핑크 0.5mm PG1005-13AP
- 화이트 0.5mm PG1005-13AW

### 츠타야 한정판
2021년 츠타야에서 한정판이 출시되었다. 0.5mm 단일 심경으로 2개 색상 파스텔톤 기반(세레니티블루, 화이트)으로 출시되었다.
- 세레니티블루 0.5mm XPG1005S2TY
- 화이트 0.5mm XPG1005WTY

2021년 츠타야에서 한정판이 출시되었다. 0.5mm 단일 심경으로 4개 색상(올리브그린, 블루그레이, 버건디, 샌드베이지)으로 출시되었다.
- 올리브그린 0.5mm XPG1005D2TY
- 블루그레이 0.5mm XPG1005CATY
- 버건디 0.5mm XPG1005B2TY
- 샌드베이지 0.5mm XPG1005YTY

### RingLeaf 한정판
2021년 RingLeaf에서 한정판이 출시되었다. 0.5mm 단일 심경으로 연필모양의 전용 펜 박스에 마름모 샤프심(HB)이 세트로 출시되었다.
RingLeaf사에서 전용 펜 박스를 만듬. 색상은 4개 색상(딥그린, 브라이트옐로우, 블루레드, 보르도블랙)으로 출시되었다.
- 딥그린 0.5mm X000ZFQZVX
- 브라이트옐로우 0.5mm X000ZFRR2J
- 블루레드 0.5mm X000ZFRMSX
- 보르도블랙 0.5mm X000ZFRMRJ

### 이온몰 한정판
2022년 이온몰에서 한정판이 출시되었다. 0.5mm 단일 심경으로 4개 색상(다크그린, 스카이블루, 화이트, 그레이)으로 출시되었다.
- 다크그린 0.5mm XPG1005DAE
- 스카이블루 0.5mm XPG1005SAE
- 화이트 0.5mm XPG1005WAE
- 그레이 0.5mm XPG1005NAE

### 리미티드9
2022년 0.5 단일 심경 3개 색상으로 출시
PG1005L9ABG, PG1005L9BGC, PG1005L9DGC

### 츠타야 한정판
2023년 0.5 단일 심경 5개 색상으로 출시 (화이트, 그린, 블루, 퍼플, 레드)

### CS 이토요카도 한정판
2016년(?) 0.5 단일 심경 2개 색상으로 출시 (메탈릭 퍼플, 메탈릭 오렌지)

### LOFT 한정판
2024년 0.5 단일 심경 3개 색상으로 출시 (블루, 그린, 레드)
PG1005SLF, PG1005KLF, PG1005BLF

### 츠타야 한정판
2024년 0.5 단일 심경 5개 색상으로 출시 (클리어 퍼플 클리어 레드 클리어 블루 클리어 화이트 클리어 옐로우)

### RingLeaf 한정판 - 사이보그009
2024년 0.9 단일 심경 단일 색상으로 출시, 사이보그009 60주년 기념 5000개 한정판

## 논란
요즘에는 품질이 떨어지는 제품도 다수 발견된다. 예를 들어 심 배출량이 10회 노크 시 0.45cm이나 0.55cm을 배출하는 제품이나 그립과 선단에 유격이 있는 제품이다. 물론 후자인 경우 필기상 방해를 주지는 않지만, 먼지가 그립과 선단 사이에 상당히 많이 끼게 된다. 전자인 경우에도 필기하는데 불편함은 없지만 심 배출량에 민감한 사람이라면 좀 불편할 수도 있다. 리미티드 7의 경우에는 제품의 전반적인 마감도가 아쉽다는 평가를 받는다.

## 대항마
일본의 다른 문구회사에서 이 제품에 대항하기 위해 각각 MX-1052 드라픽스 1000 모노테크 1000 프로메카 등의 1000엔 제도용 샤프 펜슬을 출시하였고 각자 좋은 성능을 보여주었으나 어딘가 한 군데씩 불편한 점이 있었고 결국 제도시장이 축소되면서 2007년에 그래프 1000을 제외하고 전부 단종되었다. 각 회사의 1000엔 제도용 샤프 펜슬은 이제 그래프 1000이 마지막인 셈이다. 예외적으로 S10이 있는데, S10은 2000년대 출시 제품으로 필기 위주의 제도용 샤프 펜슬이다.

## 보관 정보

### 촉 보호
일반적인 제도용 샤프 펜슬의 노브가 촉을 보호하는데 아주 탁월하다. 같은 은색의 금속 재질이기 때문에 CS 제품은 이것을 끼우더라도 모습이 일체감있게 잘 어울린다. 다만 제도용 샤프 펜슬 노브 안에 있는 노브의 고정을 위해 튀어나온 부분에 긁히니 민감한 사람들은 펴서 사용하면 좋다. 한국산 제도 1000보다 P205의 노브가 더 부드럽게 끼워지면서도 더 견고하게 물려서 덜 빠진다. 펜텔 오렌즈 뚜껑을 끼워도 된다. 문화연필의 컴퓨터용 싸인펜 뚜껑도 딱 맞게 끼워진다. 포프로 모델과 리미티드 6, 리미티드 4는 도색이 잘 벗겨지므로 모나미의 네임펜 뚜껑 등을 써야 한다.

### 도색
포프로, 리미티드4 모델의 경우 손에 땀이 많거나 유분이 많은 사람이 쓰면 배럴이 금방 유광화되고 클립, 촉의 도색이 잘 벗겨지니 유의해야 한다.

## 복제품
대한민국의 마이크로에서 만든 복제품, 그래픽/MIT 2000이 있었다. 2010년대 이전에는 인터넷 커뮤니티에서 마이크로의 제품을 펜텔이 복제하였다거나 마이크로가 부도나면서 펜텔이 디자인을 사갔다는 소문이 널리 퍼졌었다. 하지만 이는 사실이 아니다. 당시 그래픽/MIT 2000의 성능은 2000원이라는 가격 대비 뛰어난 편이었으며, 이것 말고도 중국산 제품도 있다.

## 같이 보기
- 그래프기어 1000
- 그래프 600
- 펜텔
- 샤프 펜슬

### 내용주
1. ↑  0.3mm: 갈색/0.4mm: 초록색/0.5mm: 하얀색/0.7mm: 파란색/0.9mm: 노란색
2. ↑  배럴은 반유광 플라스틱 재질로, 배럴에 로고가 프린팅 되어 있다.
3. ↑  펜텔의 품번이 아닌 디즈니랜드 자체의 품번이다.
4. ↑  제도용 샤프 펜슬은 3mm 이상의 파이프 형태 슬리브를 가지고 있는 샤프를 의미한다.

### 참조주
1. ↑  “(주)아톰상사”. 2020년 9월 4일에 확인함.
2. 1 2 3 4  “グラフ1000（フォープロ）｜商品紹介｜ぺんてる株式会社” (일본어). 2020년 5월 14일에 확인함.
3. ↑  “에코펜 ‘카웨코 알블랙’, 우수한 품질의 고급 샤프 제품으로 호평”. 2020년 8월 28일. 2020년 8월 28일에 확인함.
4. ↑  “グラフ1000 CS｜商品紹介｜ぺんてる株式会社” (일본어). 2020년 6월 11일에 확인함.
5. ↑  “[Pentel] Graph 1000 Limited Edition”. 2008년 2월 29일. 2011년 1월 5일에 원본 문서에서 보존된 문서. 2020년 10월 12일에 확인함.
6. 1 2 3 4 5 6 7 8 9 10 11 12  “製品仕様｜GRAPH 1000 LIMITED EDITION｜新商品情報｜ぺんてる株式会社”. 2008년 4월 8일. 2008년 4월 8일에 원본 문서에서 보존된 문서. 2020년 10월 12일에 확인함.